# 波佩图阿·恩科沃查
波佩图阿·恩科沃查（英語：Perpetua Nkwocha，1976年1月3日—），出生于尼日利亚伊莫州首府奥韦里附近的小城镇Amankvu Umuhu，是一名女子足球运动员、足球教练，目前为第四级别联赛瑞典女子足球乙级联赛队伍Clemensnäs IF的教练，也曾出任裁判，她效力过北京城建、天津汇森、桑纳纳（Sunnanå SK）与Clemensnäs IF，并曾为尼日利亚国家女子足球队的队长。也是目前尼日利亚队明星球员艾斯萨特的偶像。
家里共有6个孩子，有2个哥哥、3个弟弟和一个年龄最小的妹妹。

## 国家队生涯
在国家队，她参加了七届非洲女子国家杯（2002年、2004年、2006年、2008年、2010年、2012年和2014年），其中5次夺冠（2002年、2004年、2006年、2010年和2014年）。在2004年非洲女子国家杯对喀麦隆的决赛中打进了四个球，帮助尼日利亚队夺冠，在本届赛事上共打入九粒进球，荣获最佳射手与最佳球员。
2004年、2005年、2010年和2011年，被非洲足球联合会四次评为非洲年度最佳女子球员。
还参加了四届国际足联女足世界杯（2003年、2007年、2011年和2015年），以及2000年悉尼奥运会、2004年雅典奥运会和2008年北京奥运会。

## 俱乐部生涯
2003年，她来到中国加盟了北京城建。
在2005年转会天津汇森，直到2008年离队，在效力期间，赢得了2007年中国女子足球超级联赛冠军与最佳球员，2007年中国女子足协杯冠军。
2008年至2014年，她曾在瑞典女子足球超级联赛和瑞典女子足球第二级别联赛中为桑纳纳（Sunnané SK）效力。
2008年6月，英国广播公司报道：恩克沃查宣布了两年后退役的计划，之后她希望通过成为一名教练来继续参与足球运动。然而直到2012年，她还在瑞典的第二级别联赛中踢球。
在2015年，39岁的恩克沃查离开了桑纳纳，加盟第四级别联赛球队Clemensné IF，担任球员教练。
2016年，她作为助理教练助力尼日利亚夺得非洲女子国家杯冠军。
在2017年和2018年，她又重返赛场，加入老东家桑纳纳（Sunnané SK）。
在回归赛场两年后，她又回到Clemensnäs IF担任教练。

## 荣誉

### 国家队
尼日利亚
- 非洲女子国家杯 (5): 2002, 2004, 2006, 2010, 2014

### 个人
- 中国女子足球超级联赛最佳球员：2007
- 非洲年度最佳女子球员 (4): 2004, 2005, 2010, 2011
- 非洲女子国家杯最佳射手 (3): 2004, 2006, 2010

## 相关链接
- 波佩图阿·恩科沃查 – FIFA國際賽競賽紀錄 (存檔)
- Pictures of Perpetua receiving African Women Player of the Year award in 2004 （页面存档备份，存于）
- 波佩图阿·恩科沃查在瑞典足球協會（瑞典語）（存檔） (archive)
- Perpetua Nkwocha at Clemensnäs IF，存档于（存檔日期 2016-03-04）
- Soccerway資料庫：波佩图阿·恩科沃查